# Linzensoep

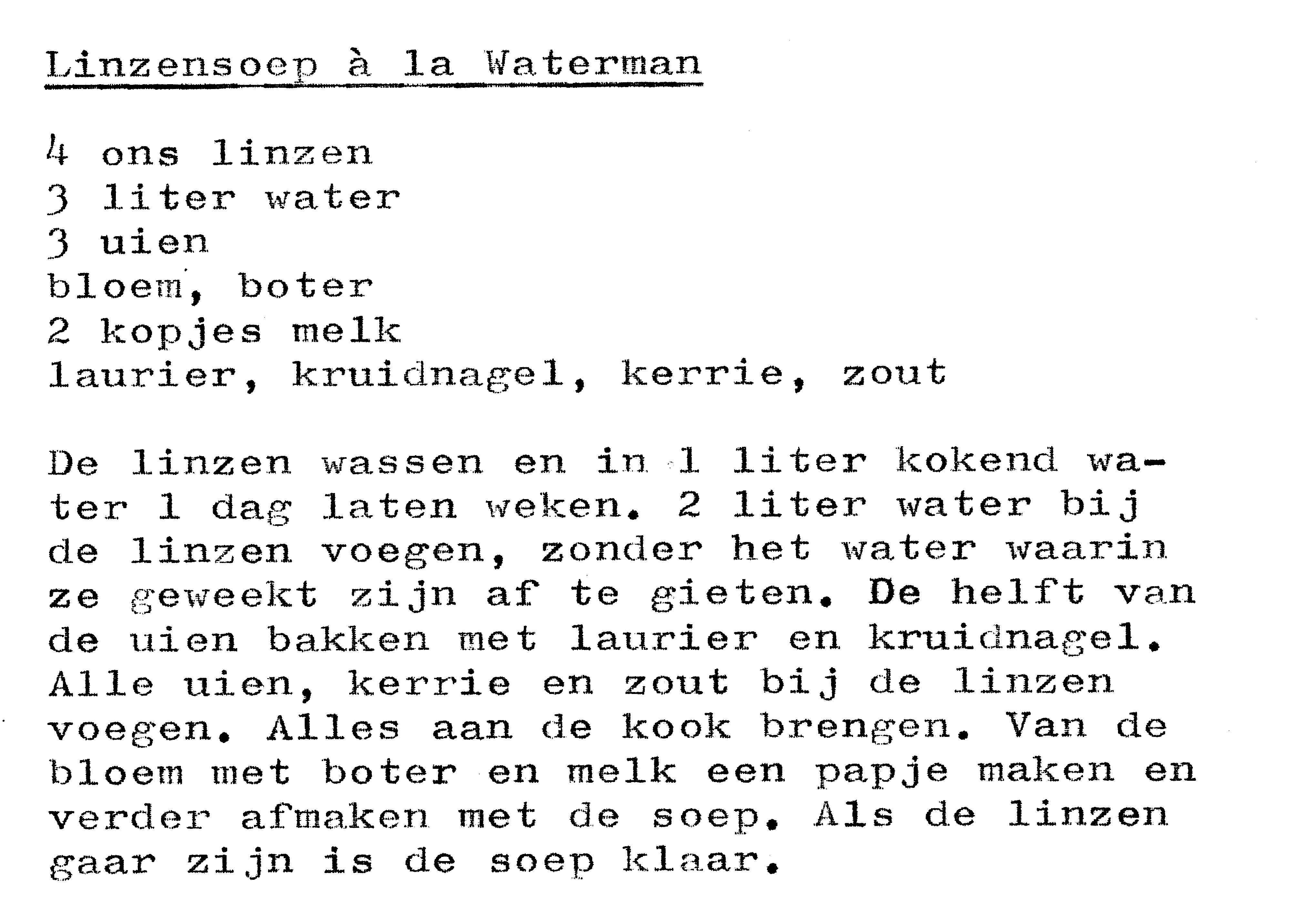
Een recept voor Linzensoep, getypt op een schrijfmachine

Linzensoep is een soep gemaakt van linzen. Ze is bekend uit onder andere de Arabische, Griekse, Joodse, Armeense, Aramese, Koerdische en Turkse keuken.
Er kunnen zowel kleine, rode (gepelde) linzen gebruikt worden, als de grotere bruine (ongepelde). De soep kan met of zonder vlees bereid worden. 
Linzensoep kan bij een koosjere maaltijd zowel bij vlees als bij melk gegeten worden. Voor een koosjere versie bij vlees moet de melk worden weggelaten en wordt de bloempap gemaakt met water. Met Pesach worden er wel matseballen in gedaan.
Linzensoep is vergelijkbaar met het Indiase dahl.

## Jakob en Esau
De Bijbelse figuur Esau, zoon van aartsvader Isaak, verkocht zijn eerstgeboorterecht aan zijn broer Jakob voor een bord rode linzensoep.